# Exochus concitus
Exochus concitus là một loài tò vò trong họ Ichneumonidae.